# Hirth HM 501
Der Hirth HM 501 ist ein deutscher Flugmotor aus der Zeit des Zweiten Weltkriegs.

## Entwicklung
Der HM 501 erschien 1939 zeitgleich mit dem HM 500 als dessen sechszylindrige Ausführung und als Nachfolger des HM 506 A, den er ersetzte. Von ihm wurde der Aufbau mit Einheitszylindern, Kurbeltrieb und Steuerung übernommen, verändert wurde die Form das Kurbelgehäuses aus Elektron, das eine geschlossene Tunnelform mit eingepressten Lagerringen für Kurbel- und Nockenwelle erhielt. Außerdem wurde der Ölbehälter, der sich bis dahin im Innern des Gehäuses befand, nach außen verlagert und sämtliche Anbauteile zur Reduzierung des Stirnwiderstands an der Rückseite des Motors angeordnet. Der HM 501 gelangte nicht in die Serienproduktion, da die Luftfahrtindustrie für die Leistungsklasse, die er abdeckte, keine geeigneten Flugzeugmuster entwickelte. Testweise wurde er in eine Fw 44 eingebaut und diente ebenso als Antrieb für die Ar 231.

## Aufbau
Der HM 500 ist ein luftgekühlter Sechszylinder-Viertakt-Reihenmotor mit einreihig hängend angeordneten Zylindern, automatischer Zündung und Frischöl-Trockensumpfschmierung. Das Anlassen kann sowohl elektrisch als auch per Hand durchgeführt werden.

## Technische Daten
| Kenngröße             | Daten (HM 501 A)                                                   |
| --------------------- | ------------------------------------------------------------------ |
| Länge                 | 1272 mm                                                            |
| Breite                | 485 mm                                                             |
| Höhe                  | 662 mm                                                             |
| Bohrung               | 105 mm                                                             |
| Hub                   | 115 mm                                                             |
| Zylinderhubraum       | 0,995 l                                                            |
| Gesamthubraum         | 5,970 l                                                            |
| Verdichtung           | 6,2                                                                |
| Zündfolge             | 1–5–3–6–2–4                                                        |
| Startleistung         | 160 PS (118 kW) bei 2550/min                                       |
| Steigleistung         | 145 PS (107 kW) bei 2470/min                                       |
| Dauerleistung         | 130 PS (96 kW) bei 2380/min                                        |
| Hubraumleistung       | 26,80 PS/l                                                         |
| Trockenmasse          | 148 kg                                                             |
| Einbaumasse           | 155 kg                                                             |
| Leistungsmasse        | 0,93 kg/PS                                                         |
| Kraftstoffverbrauch   | 230 g/PSh bei Startleistung 220 g/PSh bei Steig- und Dauerleistung |
| Schmierstoffverbrauch | 2–3 g/PSh                                                          |
| Oktanzahl             | 80                                                                 |